# Steinsfelder Mühlbach
Steinsfelder Mühlbach, Schwappach und deren Oberlauf Löhrenbach sind über 10 km lang. Sie fließen in Unterfranken, der Löhrenbach nur kurz im Landkreis Schweinfurt, die übrige Gewässerstrecke – im Unterlauf mit dem Namen „Steinsfelder Mühlbach“ – im Landkreis Haßberge. Nach ungefähr nördlichem Lauf mündet dieser westlich von Wonfurt von links in den Seebach. Das Gewässer hatte bis 2024 vom Zusammenfluss des Eschenauer Mühlbaches und des Löhrenbaches den Namen Steinsfelder Mühlbach. Ab da bekam es bis zum Zufluss des Zabelbaches auf dem Gebiet der Dörfer Oberschwappach und Unterschwappach (Gemeinde Knetzgau), seinen ursprünglichen Namen „Schwappach“ zurück.

## Geographie

### Quellbäche

#### Löhrenbach
Der Löhrenbach entspringt im Naturpark Steigerwald zwischen dem Dachsberg (456 m ü. NHN) und dem Gangolfsberg (469 m ü. NHN) aus dem Taufbrunn, der ca. einen Kilometer westlich der Quelle des Stöckigsbach liegt, eines Nebenflusses des Mains. Nach der Quelle fließt der Bach in nördlicher Richtung und verlässt den Staatsforst Hundelshausen, um dann den Neuhauser Forst zu durchqueren, wo kurze Zeit später der Lochgraben in das Gewässer mündet. Westlich des Löhrenbachs liegt anschließend der Burgstall Schernberg. Daraufhin verlässt der Bach den Steigerwald und verläuft nun im Steigerwaldvorland. Dort durchquert er einige landwirtschaftliche Flächen, um anschließend nach ca. 3,5 km sich mit dem von rechts kommenden Eschenauer Mühlbach zur „Schwappach“ zu vereinen.

#### Eschenauer Mühlbach
Der Eschenauer Mühlbach entspringt im nördlichen Steigerwald zwischen dem Kückenknöckle (439 m ü. NHN) und dem Knetzgauer Ortsteil Neuhaus. Nach der Quelle verlässt der Bach den Wald und verläuft westlich des Großen Knetzbergs (488 m ü. NHN). Kurze Zeit später erreicht das Gewässer den am Fuße des Steigerwaldes liegenden Ort Eschenau. Daraufhin verändert der Eschenauer Mühlbach seine Flussrichtung auf Westen und unterquert die Kreisstraße HAS 29. Anschließend stößt er auf den von links kommenden Löhrenbach und fließt mit diesem zur „Schwappach“ zusammen.

### Verlauf
Nach seinem Zusammenfluss läuft das Gewässer in nordwestlicher Richtung und erreicht den Ort Oberschwappach. Am Südrand des Ortes wird es durch den von Süden kommenden Leitenbach verstärkt und unterhalb des Ortes durch den westlichen Zufluss Seegraben. Gleich danach erreicht der Bach den Ort Unterschwappach, wo ihn zwei Straßenbrücken und ein Steg queren. Nach dem Ort fließt die „Schwappach“ mehr oder weniger nordwärts und passiert schon kurz nach der Ortsgrenze die am rechten Ufer stehende Wolfsmühle. Südlich der Hohenmühle vereint sie sich mit dem aus Südwesten kommenden Zabelbach zum Steinsfelder Mühlbach. Auf einem kurzen Abschnitt durchquert das Gewässer das Mühlholz, ein Naturdenkmal. Der hier naturnah laufende Bach erreicht nach kurzer Zeit die Petersmühle. Südlich des Ortes Steinsfeld wird der Bach aus dem Südwesten vom Gereuthgraben verstärkt und passiert dabei das linksseits liegende Steinsfeld. Nördlich des Ortes mündet aus dem Osten kommend der Dürrbach zu. Danach unterquert der Steinsfelder Mühlbach die Autobahn A 70. Westlich und unterhalb des Ortes Wonfurt mündet der Bach anschließend nach 10,20 Flusskilometern von Süden kommend in den Seebach. Der Steinsfelder Mühlbach hat ein mittleres Sohlgefälle von 8,9 ‰.

### Zuflüsse
Angegeben sind jeweils die Länge und das Einzugsgebiet des jeweiligen Zuflusses sowie sein Mündungsort und seine Mündungshöhe. Andere Quellen für die Angaben sind vermerkt. Die ersten zwei Werte wurden in der Regel abgemessen. Nur direkte Zuflüsse. Zum Vergleich auch die Werte des Steinsfelder Mühlbachs selbst.
| Name                  | Lage       | Länge [in km] | EZG [in km²] | Mündungs- ort                        | Mündungs- höhe [m. ü. ŇHN] |
| --------------------- | ---------- | ------------- | ------------ | ------------------------------------ | -------------------------- |
| Löhrenbach            | linker OL  | ca. 03,55     | ca. 03,75    | zwischen Eschenau und Oberschwappach | 274                        |
| Eschenauer Mühlbach   | rechter OL | ca. 02,68     | ca. 02,84    | zwischen Eschenau und Oberschwappach | 274                        |
| Leitenbach            | links      | ca. 01,97     | ca. 00,83    | in Oberschwappach                    | 267                        |
| Krummleitengraben     | links      | ca. 01,88     | ca. 01,43    | in Oberschwappach                    | 264                        |
| Seegraben             | links      | ca. 00,48     | ca. 00,29    | westlich von Oberschwappach          | 256                        |
| Zabelbach             | links      | ca. 05,16     | ca. 05,52    | nordwestlich von Unterschwappach     | 238                        |
| Ochsenwiesengraben    | links      | ca. 00,81     | ca. 00,35    | westlich der Petersmühle             | 234                        |
| Gereuthgraben         | links      | ca. 01,31     | ca. 01,25    | Ostrand von Steinsfeld               | 225                        |
| Dürrbach              | rechts     | ca. 03,08     | ca. 04,35    | nördlich von Steinsfeld              | 222                        |
| Steinsfelder Mühlbach | n. a.      | ca. 10,24     | ca. 25,17    | n. a.                                | 216                        |

Der Löhrenbach nimmt am Oberlauf von links den Lochgraben auf. Der Zabelbach entsteht aus seinen beiden Oberläufen, dem linken Saarwiesenbach und dem rechten Dorfwiesenbach. Die wenigen übrigen, fast durchweg kurzen höheren Zuflüsse sind namenlos.

### Orte
Orte am Lauf mit ihrer Zugehörigkeit. Nur die Namen tiefster Schachtelungsstufe bezeichnen Siedlungsanrainer.
- Gemeinde Knetzgau
  - Oberschwappach (Kirchdorf)
  - Unterschwappach (Kirchdorf)
  - Wolfsmühle (Siedlungsplatz, rechts)
  - Hohenmühle (Siedlungsplatz, rechts)
- Gemeinde Wonfurt
  - Petersmühle (Einöde, links)
  - Steinsfeld (Pfarrdorf, links)
  - Wonfurt mit Rabenmühle (Pfarrdorf, rechts in etwas Abstand)

Außer diesen Orten direkt am Lauf liegen im Einzugsgebiet noch
- am rechten Oberlauf Eschenauer Mühlbach:
  - Eschenau (Kirchdorf von Knetzgau)

- am Zufluss Zabelbach:
  - Reinhardswinden (Einöde von Wonfurt, links)

- am linken Oberlauf Saarwiesenbach des Zabelbachs:
  - Wohnau (Kirchdorf von Knetzgau)

### Einzugsgebiet
Das 25,17 km² große Einzugsgebiet des Steinsfelder Mühlbachs liegt in Teilen im Steigerwald sowie im Steigerwaldvorland. Er wird über den Seebach, den Main und den Rhein zur Nordsee entwässert.
Es grenzt reihum
- im Nordosten an das des aufnehmenden Seebachs, der in den Main mündet;
- im Osten an das des Stöckigsbachs, der weiter aufwärts ebenfalls in den Main mündet;
- im Südosten kurz an das des Weilersbach, welcher in die Rauhe Ebrach entwässert;
- im Südwesten kurz an das Einzugsgebiet der Volkach;
- im Westen an das der Dampfach, die abwärts des Steinsfelder Mühlbachs ebenfalls in den Seebach mündet.

Das Einzugsgebiet ist weithin durch Offenlandflächen geprägt. Wald steht fast nur am Südrand auf den letzten Höhen des Steigerwaldes.

## Naturschutz
Der Bach entspringt im nördlichen Teil des Naturpark Steigerwald. Am Bach befinden sich ein Naturwald und einige rechtlich geschützte Gebiete, wie z. B. der Geschützte Landschaftsbestandteil „Klosterwiese bei Neuhaus“. Folgende wichtige Schutzgebiete liegen in der Nähe oder entlang des Baches.

### Naturwald
Im Dezember 2020 wies die bayerische Staatsregierung in einigen Teilen Bayerns Naturwälder aus. Der Naturwald 3735 befindet sich am Lauf des Löhrenbachs westlich des Gangolfsbergs – er trägt den Namen Kloster. Die Schutzgründe liegen laut den Bayerischen Staatsforsten darin, dass es sich hierbei um einen alten naturnahen Wald mit Buchen und Edellaubholz handelt. Im April 2021 gerieten die Bayerischen Staatsforsten in die Kritik, da in der Nähe des Naturwaldes alte Buchen gefällt werden sollen. Dies würde die Aura des Wanderweges sowie den örtlichen Schluchtwald zerstören.
| Nummer Naturwald | Name    | Fläche in Ha | Schutzgründe                             |
| ---------------- | ------- | ------------ | ---------------------------------------- |
| 3735             | Kloster | 021,22       | Alter Naturnaher Wald Buche Edellaubholz |

### Geschützter Landschaftsbestandteil
Ca. 0,5 km östlich des Löhrenbachs befindet sich der Geschützte Landschaftsbestandteil, kurz GLB, Klosterwiese bei Neuhaus. Dieses Gebiet umfasst eine Fläche von 0,36 Hektar. Die Schutzgründe laut Biotopkartierung liegen darin, dass es sich hierbei um eine Pfeifengraswiese handelt.
| Name des GLBs            | Fläche in Ha | Schutzgründe     |
| ------------------------ | ------------ | ---------------- |
| Klosterwiese bei Neuhaus | 00,36        | Pfeifengraswiese |

### Naturdenkmal
Am Steinsfelder Mühlbach befindet sich zwischen der Petermühle und der Hohenmühle das Naturdenkmal Mühlholz. Die Verordnung über dieses Naturdenkmal trat im Jahre 1940 in Kraft. Die Fläche beträgt 1,19 Hektar.
| Nummer | Name                    | Fläche in Ha | Schutzgrund |
| ------ | ----------------------- | ------------ | ----------- |
| 2404   | Naturdenkmal „Mühlholz“ | 01,19        | Auwälder    |